# Hoves
Hoves (nld. Hove, pcd. i wa. Ôve) – dzielnica (section) gminy Silly w Belgii, w Regionie Walońskim, w prowincji Hainaut, w okręgu Ath. 1 stycznia 2020 roku liczyła 1543 mieszkańców. Do 31 grudnia 1976 samodzielna gmina.

## Demografia
Liczba mieszkańców, stan na 1 stycznia:
| Rok                | 1910 | 1930 | 1947 | 1961 | 2020 |
| ------------------ | ---- | ---- | ---- | ---- | ---- |
| Liczba mieszkańców | 760  | 676  | 622  | 549  | 1543 |

## Transport
Przez teren dzielnicy przebiegają trasa europejska E429 oraz drogi regionalne N55 i N285.